# International Moth Class
Die International Moth Class (Motte) ist eine Einhand-Segelbootklasse mit einer Länge von 3,35 m.

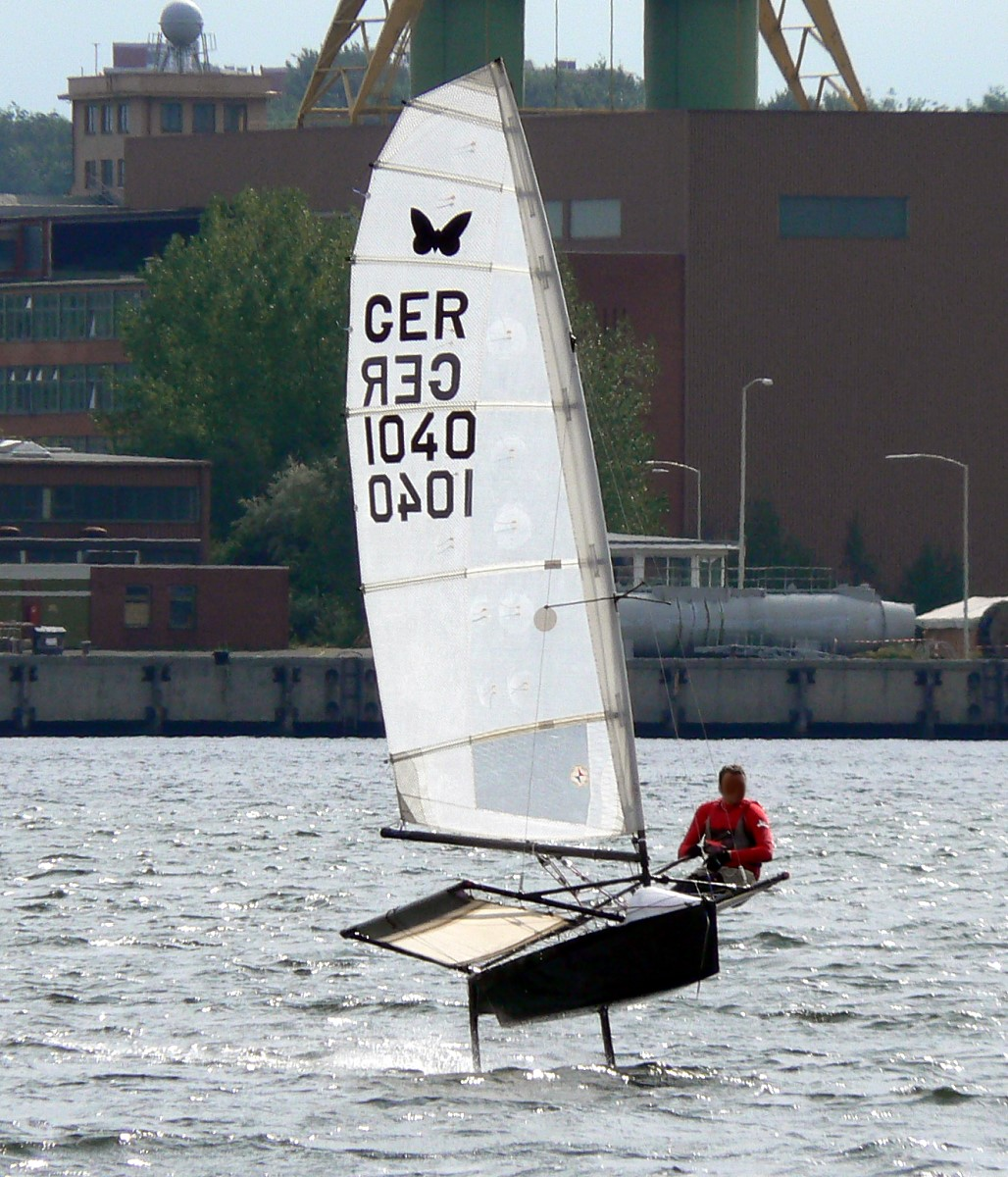
Eine moderne Motte wird bei ausreichend Wind durch Tragflügel aus dem Wasser gehoben

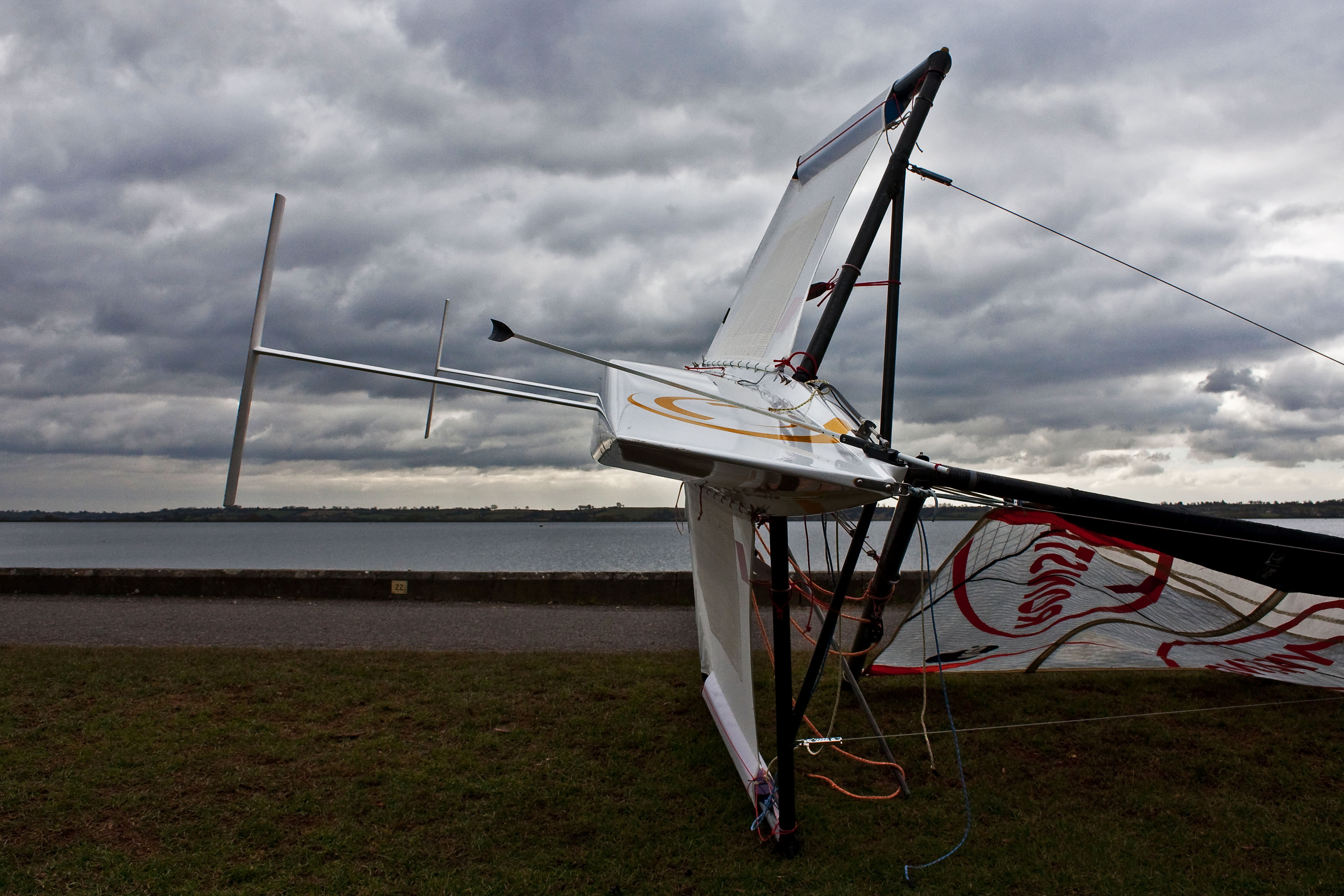
Bei modernen Motten sind unter dem Rumpf zwei Tragflügel montiert.

## Beschreibung
Die Motte ist eine moderne und schnelle Cat-getakelte Einhandjolle, die hauptsächlich zum Regattasegeln verwendet wird. Sie ist die einzige von World Sailing anerkannte Einhand-Jollen-Konstruktionsklasse. Weil ihre Vermessungsregeln dem Konstrukteur weitgehende Freiheiten erlauben, haben sich schon sehr früh moderne Materialien wie kohlenstofffaserverstärkter Kunststoff (KFK) durchgesetzt. Damit wenig Widerstand erzeugt wird, ist der Rumpf nur 35 cm breit. Um den Segeldruck aus dem 8-m²-Segel auszugleichen, sitzt der Segler auf einem 2,25 m breiten Auslegerrahmen. 2017 wogen aktuelle Konstruktionen segelfertig um die 30 kg.
Seit 2000 werden Tragflügel (Hydrofoils) entwickelt, die den Rumpfwiderstand drastisch senken, weil sie den Rumpf schon bei geringer Geschwindigkeit aus dem Wasser heben und die Bootsgeschwindigkeit nahezu verdoppeln. Die kurzzeitig erreichbare Spitzengeschwindigkeit liegt bei über 35 Knoten (65 km/h). Zum Vergleich: die beim 35. America’s Cup genutzten AC50-Tragflügel-Boote waren 15 Meter lang und trugen an einem 23 m langen Mast ein Flügelsegel von 100 m² Fläche. Diese erreichten Durchschnittsgeschwindigkeiten von etwa 30 kn, kosteten aber rund 10 Millionen US-Dollar, verglichen mit etwa 12.000 bis 20.000 €, die eine neue Motte im Jahre 2017 kostet.

## Geschichte
Die moderne Motte ist ein Resultat zweier sehr verschiedener Entwicklungen. 1928 entwarf und baute Len Morris in Melbourne/Australien eine 11-Fuß-Knickspant-Scow (Boot mit flachen Boden und breitem, nicht spitz zulaufenden Bug) mit Cat-Takelung und einem 7,4 m² großen Segel. Die Segeleigenschaften erwiesen sich als so gut, dass noch zwei weitere Boote gebaut wurden. In der Folge wurde ein einfaches Regelwerk geschaffen, um Regatten segeln zu können. Es entstand eine kleine Flotte dieser Boote mit sehr freien Regeln, bei denen im Prinzip nur die Länge, die Breite und die Segelfläche limitiert waren.
Etwa zur gleichen Zeit gründete Captain Joel van Sant in North Carolina / USA eine Konstruktionsklasse namens American Moth Boat mit ähnlichen Maßen. Diese Boote waren Skiffs, hatten also im Gegensatz zu den australischen Scows einen scharfen Vorsteven. Das amerikanische Segelmagazin The Rudder berichtete darüber und als die Melbourner Segelgruppe davon hörte und die Ähnlichkeit der beiden Bootstypen bemerkte, benannte sie ihre Klasse in Moth um. Beide Bootstypen entwickelten sich in den nächsten 30 Jahre separat.
Unabhängig davon gründeten einige britische Segler in den frühen 30er Jahren die British Moth Class, die den amerikanischen Moth-Entwürfen ähnelt, aber sehr einschränkende Bau- und Konstruktionsregeln hat. Diese Klasse existiert bis heute.
Nach dem Zweiten Weltkrieg wuchs das Interesse in anderen Teilen Europas an einem einfach und billig zu bauenden Segelboot, das bequem zu transportieren war. In den frühen 60er Jahren schließlich wurden auch hier Boote konstruiert und gebaut, die den Regeln der amerikanischen Klasse entsprachen. Ein Entwurf davon, die Europe-Moth des Belgiers Alois Roland, war auf Regatten so erfolgreich, dass sie in größeren Stückzahlen gebaut wurde und die Eigner 1963 eine Einheitsklasse gründeten.
Schon in den frühen Jahren hatten die amerikanischen Moth-Segler die International Moth Class Association gegründet. Das Ziel war, einheitliche Regeln weltweit zu etablieren, um Weltmeisterschaften durchführen zu können. Die Annäherung der verschiedenen kontinentalen Gruppen, initiiert bei einem Treffen in 1965, verlief jedoch zäh und erst 1971 konnte ein gemeinsames Regelwerk erstellt werden. Die Klasse wurde 1972 von der IYRU als Internationale Einhand-Konstruktionsklasse anerkannt und war damit potentiell fähig, an Olympischen Spielen teilzunehmen. Zu diesem Zeitpunkt existierten Flotten in den USA, Australien, England, Frankreich, Schweiz, Belgien, Deutschland, Schweden, Neuseeland sowie kleinere Gruppen in anderen europäischen Ländern. Der Vorstellung der Laser Jolle 1970 bewirkte einen Umstieg der meisten US-amerikanischen Moth-Segler, sodass die Klasse dort fast bedeutungslos wurde.
In den Jahren nach 1970 war die Klasse vom Zweikampf UK gegen Australien bestimmt. Nachdem auch in Australien Skiffs populärer wurden, herrschte Waffengleichheit bei allen Wetterlagen. Nur wenn außergewöhnlich leichter Wind herrschte, konnten sich Mitteleuropäer in bedeutenden Regatten behaupten. Die Boote wurden leichter und damit schneller. Entwicklungen wie das Taschensegel und nach 2000 die Tragflügel machten die Moth für größere Kreise interessant.
Obwohl der Trend im Segelsport sich hin zum Einheitsklassensegeln entwickelt, ist die International Moth mit ihrer großen Konstruktionsfreiheit eine weltweit anerkannte und beliebte Klasse. Viele Weltklassesegler benutzten eine Foilmoth als Trainingsgerät.

## Konstruktion

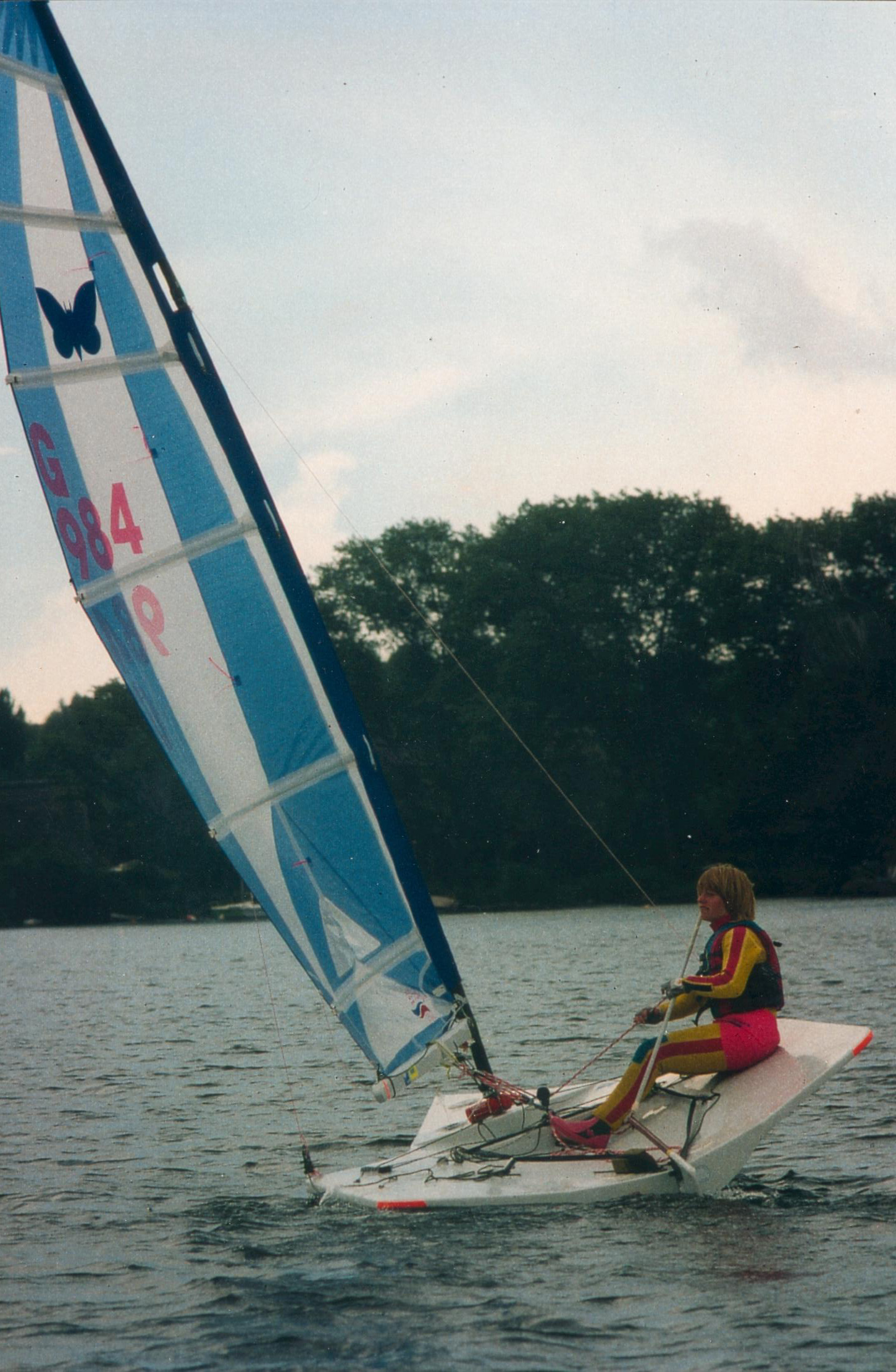
Feste Flügel

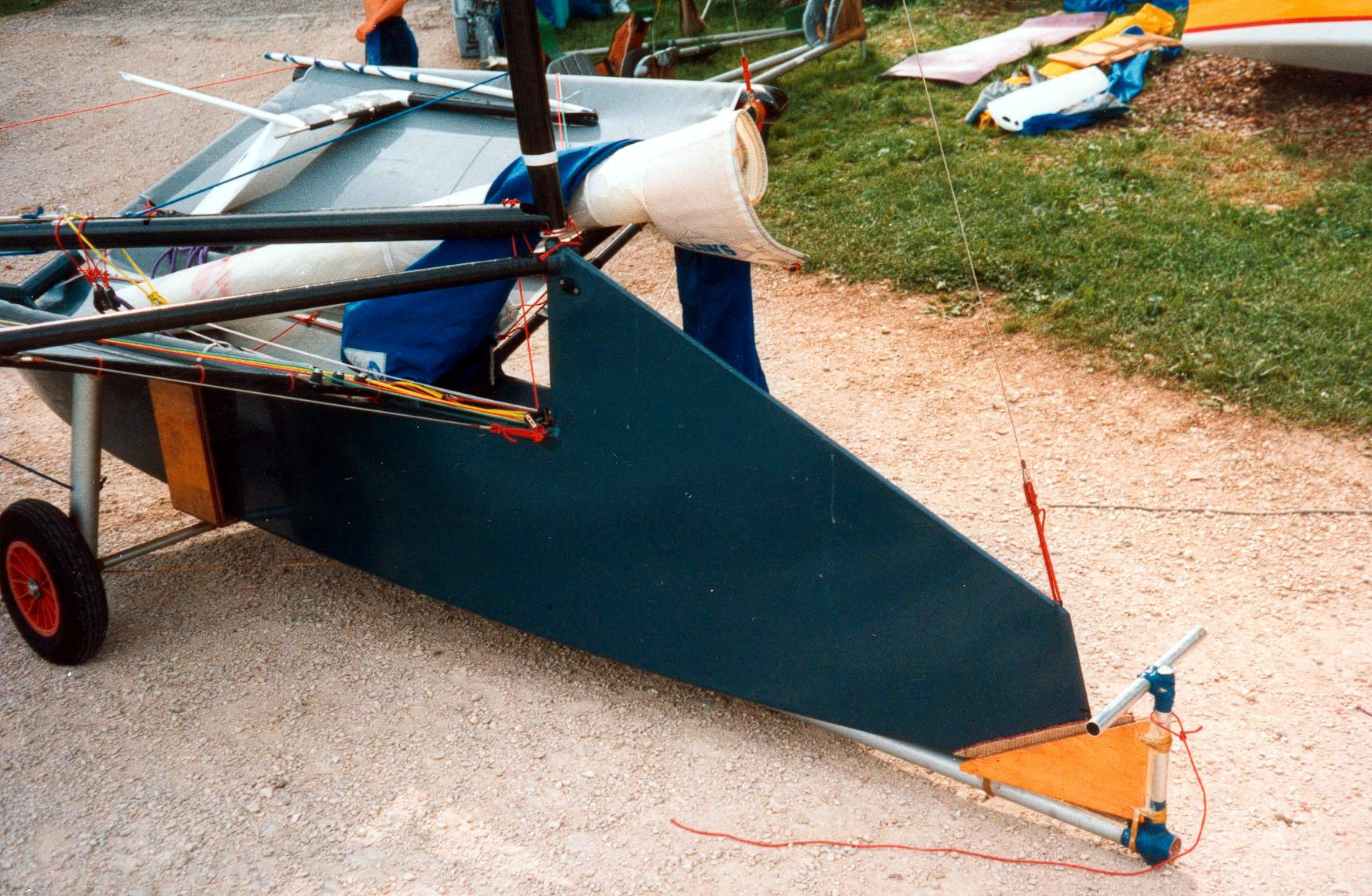
Skippy II, Roger Angell

Auch wenn es gerade in Festland-Europa einige Werften gab, die Motten industriell (und damit aus GFK) fertigten, war sie nach wie vor ein Boot für Selbstbauer. Vorherrschend war eine Sperrholzkonstruktion mit leichtem Spantwerk.
In den ersten Jahrzehnten der Klasse war die Konstruktion der Boote geprägt durch die vorherrschenden Wetterlagen der jeweiligen Region: Scows in Australien für Starkwind, V-Spant mit flachem Gleitboden in England für Mittelwind und in Kontinentaleuropa ein ausgeprägter Rundspant für Leichtwindbedingungen. Das änderte sich spätestens ab der WM 1968 in Cannes, als ein Teilnehmer ein Aluminiumgestell auf seine Moth schnallte, das seinen Körper und damit sein Ausreitgewicht maximal nach außen bringen konnte. Das befeuerte die Entwicklung schmalerer, leichterer Rümpfe, die für einen größeren Windstärkenbereich geeignet waren.
Zwar gab es um die Rechtmäßigkeit dieser Konstruktionen allerlei Diskussion und einige Konstrukteure antworteten auf die Herausforderung mit der Konstruktion schmalerer Rümpfe mit maximal breiten Auftriebskörpern an den Seiten. Als aber die Ausreitrahmen anerkannt wurden, waren sie bald unverzichtbar beim Entwurf schneller Motten.
Bald waren Boote entwickelt, die eine Wasserlinienbreite von nur noch 35 cm hatten. Solch schmale Rümpfe hatten einen gravierenden Nachteil: auf raumen und Vorwindkursen fehlte es an Auftrieb am Bug, um Vorwärtskenterungen bei böigem oder starkem Wind zu verhindern. Das hohe Rigg und der kurze Rumpf hatte kaum Reserven für solche Bedingungen. Nach anfänglichen Versuchen mit kleinen Flügeln am Bug setzte sich das bis heute gebräuchliche T-Foil-Ruder durch, ein Ruder, das am unteren Ende mit einem waagerechten Flügel ausgerüstet ist, der einen leichten Anstellwinkel aufweist, oder der asymmetrisch geformt Abtrieb bei Fahrt voraus erzeugt. Dadurch zieht das Ruder mit dem Flügel das Boot achtern nach unten, wenn es vorn unterzutauchen droht. Ein weiterer erfreulicher Effekt war, dass dadurch die Nickbewegungen in kurzer Welle gemildert wurden, was ein längeres Anliegen der Strömung am Segel, speziell im oberen Bereich, ermöglichte – und damit die Segelleistungen verbesserte.
Der weitere logische Schritt war die Verbesserung des Rumpfes auch über Wasser. Das Vordeck verschwand und die Seiten wurden einfach oben zusammen gebogen. Nur im Auflagebereich der Rahmen, die bald ebenfalls aus KFK gebaut wurden, war der Rumpf etwas breiter, um die Last auf den Rohren etwas abzumildern. Um das Jahr 2000 war die Rumpfkonstruktion soweit ausgereift, dass bis heute nur Kleinigkeiten geändert werden.
Die schmaleren Rümpfe waren einfacher und leichter zu bauen und als in den 1980er und 1990er Jahren moderne Materialien wie Aramid- und Kohlenstofffasern auch für den Amateur bezahlbar wurden, sank das Rumpfgewicht auf unter 10 kg. Als sich auch KFK-Masten etablieren konnten, wog somit eine segelfertige Motte nicht mehr als 30 kg. Zusammen mit Segeln aus Biaxial orientierter Polyester-Folie („Mylar“) und anderen fortschrittlichen Materialien wurde die Moth zu einem – bezogen auf die Länge – äußerst schnellen Segelboot. Für eine bessere Aerodynamik und mehr Vortriebskraft haben sich zunehmend Taschensegel, wie sie seit Jahrzehnten beim Windsurfen benutzt werden, durchgesetzt. Diese werden nicht in eine Schiene an der Achterkante des Mastes eingezogen, sondern über den Mast gestülpt. Um diesen im Biegeverhalten kontrollieren zu können, werden weiterhin Stage verwendet, was das Setzen des Segels und des Mastes im Boot schwieriger macht, aber für eine bessere Leistung des Riggs in Kauf genommen wird.
Ab 2000 begannen die Experimente mit Tragflügeln, die nach umfänglichen klasseninternen Diskussion zugelassen wurden. Mit der Fähigkeit, den gesamten Rumpf weit aus dem Wasser zu heben, brach eine neue Zeitrechnung nicht nur im Mothsegeln an. Auf allen Kursen konnten die erreichbaren Geschwindigkeiten nahezu verdoppelt werden. Mit ausgereiften Verstellmechanismen und erprobten Tragflügelprofilen versehene Motten waren für jeden einigermaßen erfahrenen Mothsegler beherrschbar und verbreiteten sich rasch. Die publizierten spektakulären Bilder und Geschwindigkeiten zogen mehr und mehr Segler an, vor allem auch aus dem professionellen Lager. Ab 2005 wurden die großen Veranstaltungen wie Europa- und Weltmeisterschaften von Seglern beherrscht, die ihr Geld bei Regatten wie Volvo Ocean Race oder America’s Cup verdienten. Viele Olympiateilnehmer, vor allem aus den Skiff-Klassen wie 49er, stiegen um auf die Moth, wenn auch meist nur für die großen Anlässe.

## Bauweise
Seit dem Beginn des 21. Jahrhunderts ist moderne Technik für eine im Regattasport erfolgreiche Moth unerlässlich. Um die maximale Festigkeit der Rümpfe und Tragflügel sicherzustellen, werden unidirektionale Gelege aus KFK auf Kerne aus Waben- oder Schaummaterial appliziert. Matrix ist dabei normalerweise Epoxydharz, das im Injektionsverfahren zwischen die Kohlenstofffasern gedrückt wird. Ein etwas weniger aufwendiges Verfahren ist die Verwendung von sog. Prepregs – mit einer Matrix vorgetränkte Fasergewebe oder -gelege – die unter Druck und Wärmezufuhr aushärten. 
Auch die Masten bestehen heutzutage aus KFK und es werden auf das Seglergewicht abgestimmte Biegecharakteristiken angeboten. Hatten sie früher ein aerodynamisches Profil, sind sie heute eher rund. Die Segel werden mit durchgehenden Segellatten, die sich mit V-förmigen Formteilen am Mast abstützen, in die gewünschte Form gebracht (camber inducer).

## Markt
Die Moth-Klasse war in den Anfangsjahren bis zu den 1970ern mit einigen Ausnahmen eine Selbstbauerklasse. Serienboote wurden nur von kleinen Werften hergestellt. Erst im neuen Jahrtausend, als die Verwendung von modernsten Materialien (Kohlenstoff- und Aramidfasern) und Herstellungsverfahren der Kunststoffe (Vakuum-Verfahren, Autoklav) aufwändiger wurde, wurde der Markt auch für größere Werften interessant. Herauszuheben ist hier McConaghy in Australien, die den vom Designer Andrew McDougall entworfenen Typ „Mach II“ bauen. In England sind kleinere Werften wie McGuire Boats („Exocet“) und Aardvark Racing (“Ninja”) erfolgreich.

## Waszp
Da eine konkurrenzfähige, segelfertige Moth heutzutage (2017) um die 20.000 Euro kostet, entwickelte Andrew McDougall die „Waszp“, ein in die Regeln der Klasse entworfenes Boot, das durch Verwendung von Aluminium statt KFK-Bauteilen billiger herzustellen ist. Ziel ist die Gründung einer Einheitsklasse. Aber die Waszp ist nach den Regeln der International Moth vermessungsfähig und kann somit an Regatten der Klasse teilnehmen. Das Boot wiegt 48 kg und erreicht Geschwindigkeiten jenseits von 25 Knoten.

## Erwähnenswertes
Der verstorbene König von Thailand Bhumipol konstruierte, baute und segelte seine eigene Motte in den 1960er Jahren.